# Palasport Pianella
Il palasport Pianella (noto anche semplicemente come Pianella) è stato il principale palazzetto dello sport della provincia di Como, situato nel comune di Cucciago.
Costruito nel 1974, ha una capienza di 3 910 posti a sedere. Dalla sua inaugurazione fino al 2016 è stato il campo sul quale ha giocato le gare casalinghe la Pallacanestro Cantù e dove la squadra brianzola ha conquistato i successi a livello internazionale. L'arena ha ospitato le squadre giovanili di Cantù e spettacoli di basket freestyle, oltre che concerti, manifestazioni benefiche e l'annuale riunione dei soci della Cassa Rurale ed Artigiana di Cantù.
Negli anni, a seconda degli sponsor, ha cambiato varie volte la denominazione ufficiale: PalaOregon, PalaVerticalVision, NGC Arena, Mapooro Arena.

## Storia
La struttura è stata costruita nel 1974 come sede per le partite interne della squadra cestistica canturina in quanto il precedente palazzetto (il Parini di Cantù) non era più all'altezza del massimo campionato italiano, non avendo i 3.500 posti richiesti dalla Lega Basket, e non dava la possibilità di far giocare la Pallacanestro Cantù nei tornei europei. Negli anni novanta è stata anche la sede delle partite interne della Pool Comense in Eurolega, ospitando anche la finale nel 1995. Nel corso degli anni la capienza ha subito diverse variazioni, a seconda delle normative: la massima capienza raggiunta è stata 5.500 posti tra gli anni ottanta e novanta, per poi diminuire nel corso degli anni, arrivando agli attuali 3.910 posti.
Fu chiesta una deroga per la disputa delle gare di Eurolega della Pallacanestro Cantù, qualificata alla massima competizione europea per la stagione 2011-2012, perché il palazzetto non ha i requisiti minimi necessari per la disputa di tali gare. A seguito della mancata concessione, la squadra canturina ha giocato le gare casalinghe della competizione internazionale al PalaDesio.
A partire dalla stagione 2016-2017, la Pallacanestro Cantù si è quindi trasferita completamente al PalaDesio, per lasciar spazio ai futuri lavori di ristrutturazione del Pianella.
Nel 2019 dopo che la Pallacanestro Cantù si era trovata in difficoltà per l'abbandono da parte del proprietario del club, il russo Dmitry Gerasimenko, l'impianto venne ceduto all'imprenditore Davide Marson che aveva acquistato anche la società, soccorrendola per evitarne la sparizione. Successivamente è stato avviato un progetto di costruzione di un nuovo palazzetto nel territorio del comune di Cantù, decretando la probabile fine dell'impianto di Cucciago.

## Struttura
La capacità attuale è di 3.910 spettatori a sedere. Prima delle ristrutturazioni, dovute alle normative sulla sicurezza, l'impianto raggiungeva una capienza di 4.217 spettatori.
Il palazzetto è suddiviso in quattro settori: 
- le  gradinate (collocate lungo tutti e quattro i lati)
- le  tribune numerate laterali e centrali (opposte alle panchine e al di sopra di esse)
- le  poltronissime (di fronte all'ingresso degli spogliatoi).

Il tifo organizzato canturino trova casa nella gradinata a destra rispetto all'uscita dagli spogliatoi: gli  Eagles, oltre a organizzare coreografie che coinvolgono l'intero pubblico biancoblu, possiedono un proprio spazio all'interno del palasport dedicato alla vendita del proprio materiale.
Dal 2013 l'arena ha subito cambiamenti nella numerazione dei posti. Oltre ai già presenti numerati la società ha deciso di numerare anche le gradinate sopra e davanti alle panchine, lasciando libere solo le due curve.